# Evelyn Regner
Evelyn Regner, née le 24 janvier 1966 à Vienne, est une femme politique autrichienne, membre du Parti social-démocrate d'Autriche (SPÖ). Elle est députée européenne depuis 2009.

## Biographie
Elle est élue députée européenne lors des élections européennes de 2009 et réélue en 2014.
Au Parlement européen, elle siège au sein de l'Alliance progressiste des socialistes et démocrates au Parlement européen. Au cours de la 7e législature, elle est membre de la délégation pour les relations avec les pays de la Communauté andine et vice-présidente de la commission des affaires juridiques, dont elle demeure membre pendant la 8e législature.
Elle est réélue en 2019 et devient présidente de la commission des droits de la femme et de l'égalité des genres lors de la 9e législature. 
Le 18 janvier 2022, elle est élue vice-présidente du Parlement européen pour trente mois jusqu'à la fin de la législature en juillet 2024.
En 2024, elle est réélue pour un quatrième mandat européen.